# WOW (Zhou Bichang album)
"WOW" là album studio thứ ba của ca sĩ - nhạc sĩ Trung Quốc Châu Bút Sướng (周筆暢 - Bibi Zhou). Album được phát hành song song với album thứ hai của Châu "NOW", vào ngày 18 tháng 12 năm 2007.

## Danh sách bài hát
1. "WOW" - 3:42
2. "Cả năm không nghỉ" 全年无休 - 2:41
3. "Lặp lại" 反复 - 3:45
4. "Chỉ để quen anh" 为了认识你 - 3:50
5. "Sa mạc cũng tìm thấy Paris" 沙漠也找到巴黎 - 4:02
6. "Kẻ ngốc thiên tài" 傻瓜的天才 - 2:54
7. "Cuộc phiêu lưu của mèo" 猫的冒险 - 4:11
8. "Làm sao" 怎样 - 3:49
9. "Oh Yes!!" - 3:13
10. "Mồ hôi" 汗 - 4:40